# Gert-Jan Segers
Gert Jan Maarten (Gert-Jan) Segers (Lisse, 9 juli 1969) is een Nederlands voormalig politicus. Van 20 september 2012 tot 25 januari 2023 was hij Tweede Kamerlid voor de ChristenUnie. Van 10 november 2015 tot 17 januari 2023 was hij fractievoorzitter van de Tweede Kamerfractie van deze partij. Hij was tot begin 2013 directeur van de Mr. G. Groen van Prinsterer Stichting, het wetenschappelijk instituut van de ChristenUnie. Ook heeft hij gewerkt als zendeling in Egypte en publiceerde hij enkele romans.

## Levensloop
Segers groeide op in Leeuwarden en doorliep daar de middelbare school. In die stad was zijn vader, die evenals zijn moeder de SGP toegedaan was, evangelist namens de Gereformeerde Gemeenten. Vervolgens studeerde hij politicologie aan de Rijksuniversiteit Leiden. In zijn studententijd was Segers van 1991 tot 1992 abactis van het Leidse C.S.F.R.-dispuut Panoplia. Daarna werkte hij als medewerker bij de Tweede Kamerfractie van de RPF. In 1999 was hij betrokken bij Transformatie, een RPF-/GPV-jongerenplatform (waarin vooral RPF-jongeren actief waren) om het fusieproces tussen beide partijen te bevorderen.
In 1999 werkte Segers een jaar bij de Evangelische Omroep als journalist voor Radio 1. Daarna werd hij door zijn kerkelijke gemeente in Leiden en namens de Gereformeerde Zendingsbond uitgezonden naar Egypte. Van oktober 2000 tot juni 2007 was Segers in Caïro coördinator van een christelijk toerustingscentrum. Hij was onder andere betrokken bij conferenties voor christelijke leiders en studenten. Daarna vertrok hij naar Washington, waar hij aan de School of Advanced International Studies van de Johns Hopkins-universiteit een master haalde met als specialisatie westers-islamitische betrekkingen en het Midden-Oosten.
Van 1 juli 2008 tot september 2012 was Segers directeur van het wetenschappelijk instituut van de ChristenUnie, de Mr. G. Groen van Prinsterer Stichting. In die functie wilde hij onder andere vanuit de ChristenUnie een bijdrage leveren aan het integratiedebat en de rol van moslims daarin. In NCRV's Schepper & Co legde hij uit hoe je volgens hem als christen kunt leven in een moslimsamenleving en in een vooral seculiere (Nederlandse) samenleving.

### Tweede Kamer
Voor de Tweede Kamerverkiezingen van september 2012 stond Segers op de vierde plaats op de kandidatenlijst van de ChristenUnie. Oud-RPF-leider Leen van Dijke, voorzitter van de selectiecommissie, zei daar later over: Ik denk dat Segers in redeneren en woordkeus een brééd spectrum van de christelijke wereld aanspreekt. (...) We wilden dat de keus bij een leiderschapswissel niet noodzakelijk op één persoon zou vallen. Er moest iets te kiezen zijn. De partij behaalde vijf zetels, en op 20 september werd Segers beëdigd als Kamerlid. In zijn portefeuille heeft hij Veiligheid en Justitie, Koninkrijksrelaties, Defensie, Europa, Media, Binnenlandse Zaken, Integratie en Grondrechten. Hij zet zich onder andere in op het gebied van prostitutiebeleid en de bestrijding van mensenhandel. Na het terugtreden van Arie Slob als fractievoorzitter van de ChristenUnie in de Tweede Kamer, op 10 november 2015, kozen de leden van de Tweede Kamerfractie van de ChristenUnie Segers op dezelfde dag tot nieuwe voorzitter.
In juni 2013 haalde een motie van Segers om hoorzittingen in de Tweede Kamer te houden waarbij mensen onder ede kunnen worden gehoord, een Kamermeerderheid. Deze werkwijze moet een alternatief bieden voor de parlementaire enquête.
Nadat VVD, CDA en D66 mislukte onderhandelingen hadden gevoerd met GroenLinks tijdens de kabinetsformatie in 2017 werd de ChristenUnie uitgenodigd aan de onderhandelingstafel. Segers ging op deze uitnodiging in, met Carola Schouten als assistent. De onderhandelingen resulteerden uiteindelijk in de vorming van het kabinet-Rutte III. Segers werd geen minister, maar koos ervoor om fractievoorzitter te blijven. In deze periode sloot hij een pijnlijk compromis door het steunen van de afschaffing van de dividendbelasting, dat hij vergeleek 'met het doorslikken van een meloen', een uitspraak die regelmatig terugkeerde.
Begin april 2021, tijdens de formatie voor Rutte IV, zei Segers, na het debat over uitgelekte gespreksverslagen van de verkenners voor een nieuw kabinet (‘Positie Omtzigt, functie elders’), niet meer in een kabinet te willen met Rutte als premier. Twee weken later gaf hij aan dat dit te stellig was geweest; hij ging de onderhandelingen over een dergelijk kabinet opnieuw in en deze zouden in januari 2022 resulteren in het kabinet-Rutte IV, met deelname van de CU.
Op 13 januari 2023 maakte Segers bekend uit de landelijke politiek te stappen. Hij nam op 24 januari dat jaar afscheid als Tweede Kamerlid. Bij zijn afscheid werd hij benoemd tot ridder in de Orde van Oranje-Nassau.

### Andere functies
Segers was tot 2022 vaste columnist bij het Nederlands Dagblad. Daarnaast was hij van 2008 tot en met 2013 panellid bij het zaterdagavond-radioprogramma Deze Week van de EO, dat in 2014 werd voortgezet als onderdeel van het programma EO Door de Week, waarin hij ook regelmatig aanschoof.
Na zijn vertrek uit de politiek ging Segers aan de slag als strategisch adviseur bij uitzendbureau OTTO Workforce op het gebied van huisvestingsbeleid voor internationale medewerkers. Ook werd hij medewerker van International Justice Mission, een christelijke organisatie die zich inzet tegen hedendaagse slavernij. Verder maakt hij samen met voormalig VVD-politicus Klaas Dijkhoff een podcast over de politieke actualiteit.
Segers trad in 2024 toe tot de Raad van Toezicht van Stichting (Gelijk)waardig Herstel van prinses Laurentien. De stichting komt op voor de belangen van slachtoffers van de Toeslagenaffaire. Segers liet zich zeer kritisch uit over ambtenaren toen er berichten naar buiten kwamen over grensoverschrijdend gedrag van de prinses. Hij zei: "We zijn zeer teleurgesteld in deze anonieme ambtenaren die drukker zijn met kwaadspreken over anderen dan met het rechtsherstel voor benadeelde ouders van de toeslagenaffaire".

## Persoonlijk
Segers is getrouwd en heeft drie dochters. Hij is belijdend lid van de PKN. Hij is een neef van politicus Theo Segers.

## Trivia
- In zijn studententijd was Segers actief in cabaretgroep Decima. De cabaretgroep trad onder andere op bij het Flevo Festival.[13]

- Digitale Bibliotheek voor de Nederlandse Letteren: sege018
- Gemeinsame Normdatei: 136728960
- International Standard Name Identifier: 0000 0000 1946 4674
- Library of Congress Control Number: n00030386
- Nederlandse Thesaurus van Auteursnamen: 203195213
- Parlement.com: vj0dhmk176e3
- Virtual International Authority File: 52916868
- WorldCat: E39PBJbWvwcGWVgwYkHDHrdRKd